# 미치겠다, 너땜에!
《미치겠다, 너땜에!》는 2018년 5월 7일부터 2018년 5월 8일까지 MBC에서 방송된 UHD 단막 스페셜이다.

## 등장 인물

### 주요 인물
- 이유영 : 한은성(27세) 역 - 프랑스어 동시통역사
- 김선호 : 김래완(27세) 역 - 화가

### 은성의 주변 인물
- 김성주 : 윤희남(20대 초반) 역 - 블루스 인디 가수
- 류혜린 : 강지인(27세) 역 - 은성 친구. 프랑스어 전문 통역사
- 고슴도치 : 복고 역 - 1살 된 수컷 고슴도치

### 래완의 주변 인물
- 권도운 : 문서정(20대 초반) 역 - 래완 단골 까페 알바녀
- 박효주 : 이현지(30대 초반) 역 - 래완의 선배. 홍대 까페 사장 (특별출연)

### 그 외 인물
- 권오경
- 김에녹
- 서혜빈
- 옥주리
- 이상옥
- 이세진
- 이민웅
- 홍원표
- 김현태
- 박주리
- 은서라

### 우정출연
- 이휘향

### 특별출연
- 안지훈

## 촬영지
- CGV씨네 라이브러리
- 잇드렁크 앤 비메리
- 서울숲 와인아울렛

## 시청률
최저 시청률과 최고 시청률은 시청률 조사회사와 지역별로 시청률에 차이가 있을 수 있습니다.
| 2018년 | 2018년  | 2018년         | 2018년       | 2018년         | 2018년       |
| 회차   | 방송일  | TNmS 시청률    | TNmS 시청률  | AGB 시청률     | AGB 시청률   |
| 회차   | 방송일  | 대한민국(전국) | 서울(수도권) | 대한민국(전국) | 서울(수도권) |
| ------ | ------- | -------------- | ------------ | -------------- | ------------ |
| 제1회  | 5월 7일 | 2.4%           | 2.6%         | 2.5%           | 2.7%         |
| 제2회  | 5월 7일 | 2.1%           | 2.3%         | 2.2%           | 2.4%         |
| 제3회  | 5월 8일 | 2.3%           | 2.5%         | 2.4%           | 2.6%         |
| 제4회  | 5월 8일 | 2.2%           | 2.3%         | 2.4%           | 2.5%         |

## 동시간대 드라마
- KBS 월화 미니시리즈

《우리가 만난 기적》 (2018년 4월 2일 ~ 2018년 5월 29일)
- SBS 월화 미니시리즈

《기름진 멜로》 (2018년 5월 7일 ~ 2018년 7월 17일)

## 같이 보기
- 대한민국의 텔레비전 드라마 목록 (ㅁ)
- 2018년 대한민국의 텔레비전 드라마 목록